# Philippe Taquet
Philippe Taquet (Saint-Quentin, 1940. április 25. –) francia paleontológus. A dinoszauruszok rendszerezésére specializálódott és kutatásait elsősorban Észak-Afrika területén végezte. A Francia Akadémiának 2004. november 30-tól levelező tagja.

## Életpályája
Kezdetben 1961 és 1985 között munkatársként a Nemzeti Természettudományi Kutató Központban  (Centre national de la recherche scientifique (CNRS) )  dolgozott. 1973-ban szerzett természettudományi doktorátust. Munkája során eljutott a világ különböző országaiba, ennek keretében kutathatott Nigerben, Marokkóban, Madagaszkáron, Patagóniában, Brazíliában, Thaiföldön és Kínában. A Francia Nemzeti Természettudományi Múzeum (national d'histoire Múzeum naturelle) elnöke volt 1985 és 1990 között. Afrikában tanulmányozott és leírt több dinoszaurusz fajt. Kutatásai közül kiemelkedik a Nigerben Gadoufaoua környékén feltárt Apti korszakból származó Ouranosaurus és a Sarcosuchusnemhez tartozó  Sarcosuchus imperator, mely a maga 12 méteres nagyságával a valaha élt legnagyobb krokodilnak tekinthető.
Továbbá nagy jelentőségű volt a kora kréta korból származó rétegek vizsgálata, mely során Nyugat-Afrika és Brazília fosszilis flóra és fauna maradványait hasonlította össze. Munkássága elismeréseként 2011-2012 közötti időszakra megválasztották a Francia Akadémia alelnökének.

## Fontosabb publikációi
- L'empreinte des Dinosaures ISBN 2-7381-0918-7
- Georges Cuvier (Naissance d’un génie), 2006, ISBN 2-7381-0969-1
- Un voyageur naturaliste : Alcide d'Orbigny
- Alcide Dessalines d'Orbigny (1802-1857)
- La chasse aux dinosaures - Une introduction à la paléontologie, (előadás)